# Kolubaiivți, Camenița
Kolubaiivți (în ucraineană Колубаївці) este un sat în comuna Humenți din raionul Camenița, regiunea Hmelnîțkîi, Ucraina.

## Demografie
Componența lingvistică a localității Kolubaiivți
     Ucraineană (99,12%)
     Alte limbi (0,44%)
Conform recensământului din 2001, majoritatea populației localității Kolubaiivți era vorbitoare de ucraineană (99,12%), existând în minoritate și vorbitori de alte limbi.